# Lhota Rapotina
Lhota Rapotina är en ort i Tjeckien.   Den ligger i regionen Södra Mähren, i den östra delen av landet, 170 km öster om huvudstaden Prag. Lhota Rapotina ligger 306 meter över havet och antalet invånare är 358.
Terrängen runt Lhota Rapotina är varierad. Lhota Rapotina ligger nere i en dal. Runt Lhota Rapotina är det ganska tätbefolkat, med 144 invånare per kvadratkilometer. Närmaste större samhälle är Blansko, 11,5 km söder om Lhota Rapotina. Omgivningarna runt Lhota Rapotina är en mosaik av jordbruksmark och naturlig växtlighet.